# Psammobatis
Psammobatis es un género de peces de la familia de los Rajidae en el orden de los Rajiformes.

## Especies
- Psammobatis bergi (Marini, 1932)
- Psammobatis extenta (Garman, 1913)[
- Psammobatis lentiginosa (McEachran, 1983)
- Psammobatis normani (McEachran, 1983)
- Psammobatis parvacauda (McEachran, 1983)
- Psammobatis philippii (Delfin, 1902)
- Psammobatis rudis (Günther, 1870)
- Psammobatis rutrum (Jordan, 1891)
- Psammobatis scobina (Philippi, 1857)